# اسکارکلیف
اسکارکلیف (به انگلیسی: Scarcliffe) یک روستا و محله مدنی در بریتانیا است که در منطقه بالسوور واقع شده‌است. اسکارکلیف ۵٬۲۸۸ نفر جمعیت دارد.